# Roman Bengez
Roman Bengez (Liubliana, 22 de febrero de 1964 - ibídem, 3 de julio de 2013) fue un entrenador de fútbol y futbolista profesional esloveno que jugaba en la demarcación de delantero.

## Biografía
Roman Bengez debutó como futbolista profesional en 1980 a los 16 años de edad con el NK Olimpija Ljubljana, club en el que permaneció durante cinco temporadas. Tras cuatro años en los que el jugador estuvo sin equipo, hasta que en 1989 fichó por el NK Ljubljana, donde permaneció hasta 1992, año en el que se retiró como futbolista profesional.
En 2003 y tras 19 años alejado de los terrenos de juego, Roman volvió como entrenador, siéndolo del equipo en el que debutó como futbolista en 1980, el NK Olimpija Ljubljana. Al finalizar la temporada, en 2004 fichó por el NK Ljubljana, coincidiendo además con el segundo equipo en el que fue futbolista. Tras un año entrenando al club perdió su puesto, dado que el club desapareció al finalizar la temporada. 
Roman Bengez falleció el 3 de julio de 2013 en Liubliana a los 49 años de edad.

## Clubes

### Como jugador
| Club                  | País      | Año         |
| --------------------- | --------- | ----------- |
| NK Olimpija Ljubljana | Eslovenia | 1980 - 1985 |
| NK Ljubljana          | Eslovenia | 1989 - 1992 |

### Como entrenador
| Club                  | País      | Año         |
| --------------------- | --------- | ----------- |
| NK Olimpija Ljubljana | Eslovenia | 2003 - 2004 |
| NK Ljubljana          | Eslovenia | 2004 - 2005 |